# Nihoavink
De nihoavink (Telespiza ultima) is een zangvogel uit de familie Fringillidae (vinkachtigen). De vogel werd op 12 februari 1916 verzameld op het eiland Nihoa en in 1917 door de Amerikaanse vogelkundige William Alanson Bryan beschreven. Omdat hij dacht dat dit mogelijk de laatste endemische vogelsoort zou zijn die werd beschreven, gebruikte hij de soortnaam ultima. Het is een ernstig bedreigde, endemische vogelsoort op Nihoa, een eiland van Hawaï.

## Kenmerken
De vogel is 17 cm lang. Het is een middelgrote vinkachtige vogel. Het mannetje heeft een gele kop en borst en is blauwgrijs op de rug, in het midden met een gele tint. De buik is geelachtig wit. Het vrouwtje en onvolwassen vogels zijn duidelijk gestreept, van onder geel en donkerbruin op de rug, kop en borst.

## Verspreiding en leefgebied
Deze soort is endemisch op het eilandje Nihoa. De vogel komt voor in een 0,43 km² groot gebied (66% van het eiland) met gras en struikgewas. De vogel nestelt in stenig terrein tussen rotsspleten.

## Status
De nihoavink heeft een zeer klein verspreidingsgebied en daardoor is de kans op uitsterven aanwezig. De grootte van de populatie werd in 2012 door BirdLife International geschat op 2400 tot 3600 volwassen individuen. Het leefgebied van deze vink wordt regelmatig aangetast door invasieve soorten dieren en planten zoals sprinkhanen, ratten, malariamuggen en kruiden (Cenchrus echinatus). Om deze redenen staat deze soort als ernstig bedreigd (kritiek) op de Rode Lijst van de IUCN.